# 扎什伦布寺
扎什伦布寺（藏語：བཀྲ་ཤིས་ལྷུན་པོ་དགོན་，直译：吉祥须弥寺），简称扎寺，位于中國西藏自治區日喀则市主城区日光山（ཉི་འོད་རི་，nyi 'od ri）南麓。始建于1447年，此后规模扩大、地位提高，成为后藏地区最大的寺庙，历代班禅喇嘛驻锡之地，旧时的后藏政治兼宗教中心。与前藏的拉萨三大寺，多康的塔尔寺、拉卜楞寺，并为藏传佛教格鲁派六大寺。

## 名称
寺院兴建之初，名为岗坚曲培（གངས་ཅན་ཆོས་འཕེལ་，gangs can chos 'phel，直译：雪域弘法）、班觉伦布（དཔལ་འབྱོར་ལྷུན་པོ་，dpal 'byor lhun po，直译：繁荣须弥）。后来改名为扎什伦布，全称扎什伦布白吉德钦曲唐结勒南巴杰瓦林（བཀྲ་ཤིས་ལྷུན་པོ་དཔལ་གྱི་སྡེ་ཆེན་ཕྱོགས་ཐམས་ཅད་ལས་རྣམ་པར་རྒྱལ་བའི་གླིང་，bkra shis lhun po dpal gyi sde chen phyogs thams cad las rnam par rgyal ba'i gling，直译：吉祥须弥聚福大寺殊胜诸方洲）。

## 历史
宗喀巴创立藏传佛教格鲁派后，获得帕木竹巴的支持，在卫地具有影响力，于拉萨建造甘丹寺（1409年）、色拉寺（1416年）、哲蚌寺（1419年）三大寺。但在藏地，萨迦派仍占据主导地位。1440年，来自帕木竹巴重要封臣家族穷结巴的桑珠孜宗本，邀请曾受教于宗喀巴的傑尊喜饒僧格、根敦珠巴（后被追认为一世达赖）师徒，来藏地传授格鲁派教法。喜饒僧格圆寂后，根敦珠巴有意在桑珠孜建造寺院，作为纪念。1447年，在当地地方贵族的赞助下，寺院动工。当时桑珠孜宗政权已经易手，由信奉萨迦派的仁蚌巴统治。萨迦派的俄尔寺法台俄尔钦·贡噶桑波要求仁蚌巴诺布桑波出面干预根敦珠巴的建寺工程，但诺布桑波选择不支持、不反对。最终，根敦朱巴历时十二年，建成扎什伦布寺，是为格鲁派在藏地的第一座大寺院。
1601年，罗桑曲结出任扎寺第十六任法台，至1617年辞任。他在任期间，翻新和扩建庙宇建筑，扩大寺院规模，创建祈愿大法会和密宗扎仓，使扎寺僧人不再需要前往拉萨参加祈愿大法会和学习密宗，令扎什伦布寺取得与拉萨三大寺的同等地位。蒙古和硕特部固始汗征服卫藏后，赠予罗桑曲结“班禅博克多”尊号，并将日喀则（桑珠孜的新名）周围的大片区域划归其管辖，作为供养。罗桑曲结圆寂后，其弟子五世达赖为其寻找转世灵童，正式确立班禅传承系统。扎什伦布此后成为历代班禅驻锡地，历代班禅为扎寺的当然法台。
1713年，清康熙帝册封罗桑曲结之转世、五世班禅罗桑益喜为“班禅额尔德尼”，确认其宗教领袖地位。1780年，六世班禅至北京觐见乾隆帝，患天花去世。其所得赏赐、奉献、賻儀众多，皆存于扎寺。六世班禅之兄、十世夏瑪巴却朱嘉措希望从中分得部分，被同为六世班禅之兄的扎寺总管、仲巴呼图克图洛桑金巴拒绝。夏玛巴于是前往阳布，鼓动廓尔喀国王出兵劫掠扎寺，由此引发廓清战争。1791年，廓尔喀第二次侵藏，将扎寺洗劫一空。次年，廓尔喀请降，归还所掠走的扎寺财物。
1846年，道光皇帝赐七世班禅金册、金印，进一步明确班禅对扎什伦布寺及所属宗、豁卡的所有权。以班禅为首的扎什伦布寺管理机构，管辖后藏14万总人口中的约65%（其余归西藏地方政府和萨迦寺，三者互不统属），成为西藏地区第二大的、政教合一的地方政权。
1960年，扎什伦布寺进行民主改革：废除扎寺作为政教合一机构的政治权力，使其成为纯粹的宗教场所；废除寺属庄园等封建所有制；保障宗教自由，保护历史文物和建筑。1961年，列入第一批全国重点文物保护单位。文化大革命期间，扎寺内的建筑、佛像、经书等遭到巨大破坏，历世班禅的灵塔、肉身被毁。改革开放后，十世班禅重回扎寺，得到信众设法秘密保存下来的部分残骸，乃提议重修五世至九世班禅合葬灵塔。国务院拨款780万人民币，由十世班禅负责工程。1989年，十世班禅在扎寺主持合葬灵塔開光大典，数日后圆寂。国务院拔款6400万元修建十世班禅灵塔祀殿，1993年竣工。

## 文化遗产

### 建筑群
扎什伦布寺为一大型建筑群，坐落于日喀则城西的日光山南麓，坐北朝南，总占地面积为23万平方公尺，围墙周长3000余公尺。建筑群前方多为低矮的平顶白墙建筑，用作僧舍、米村（མི་ཚན་，mi tshan，扎仓之下的基层学习单位），后方则有高大醒目的金顶红墙建筑，主要是佛殿、经堂、灵塔祀殿等。
寺内的主要建筑包括：
- 强康（བྱནས་ཁང་，byans khang，直译：慈氏殿）：弥勒佛殿，殿内供奉高26公尺的鎏金铸铜弥勒佛像。
- 释松南捷（སྲིད་གསུམ་རྣམ་རྒྱལ་，srid gsum rnam rgyal，直译：三界殊胜）：十世班禅灵塔祀殿。
- 曲康吉（མཆོད་ཁང་དཀྱིལ་，mchod khang dkyil，直译：中祀殿）：四世班禅灵塔祀殿。原为五世班禅灵塔祀殿，文革后四世班禅灵骨迁入。[16]
- 扎什南捷（བཀྲ་ཤིས་རྣམ་རྒྱལ་，bkra shis rnam rgyal，直译：吉祥殊胜）：五世至九世班禅合葬灵塔祀殿，又称班禅东陵。
- 拉章（བླ་བྲང་，bla brang，直译：喇嘛住所）：位于曲康吉和扎什南捷之间，旧时班禅居住和办公的场所。
- 阿巴扎仓（སྔགས་པ་གྲ་ཚང་，sngags pa gra tshang，直译：密宗学院）：位于拉章后方，密宗的教学场所。
- 措钦大殿（ཚོགས་ཆེན་འདུ་ཁང་ཆེན་མོ་，tshogs chen 'du khang chen mo，直译：集会大殿）：扎寺最早修建的建筑。举行全寺活动的场所，也是显宗的教学场所。
- 童瓦屯旦拉康（མཐོང་བ་དོན་ལྡན་ལྷ་ཁང་，mthong ba don ldan lha khang，直译：见即获益殿）：位于措钦大殿后方，一世达赖灵塔祀殿。
- 讲经场：位于扎什南捷南侧、措钦大殿东侧，露天的讲经、辩经场所。
- 晒佛台：每年藏历四月十六至十八，晒出迦葉佛、释迦牟尼佛、弥勒佛的巨型唐卡。
- 观戏楼及广场：舞蹈、戏剧等的演出场所。每年藏历八月，举行宗教舞蹈表演。

| - 强康（弥勒佛殿） - 高26公尺的鎏金铸铜弥勒佛像 - 释松南捷（十世班禅灵塔祀殿） - 十世班禅灵塔 - 曲康吉（四世班禅灵塔祀殿） - 扎什南捷（五世至九世班禅合葬灵塔祀殿） - 措钦大殿、扎什南捷、讲经场 - 讲经场 - 僧舍 - 晒佛台 - 白塔 - 磕长头和转经筒 |

### 可移动文物
扎寺藏有大量珍贵文物，包括各种雕塑、壁画、唐卡、法器，以及清朝皇帝赐赠的金印、玉册、金册及各式工艺品。寺内还有众多文献典籍，如30多卷本《宗喀巴传》、金汁手书《甘珠尔》等。

### 非物质文化遗产
扎寺僧人传承有众多非物质文化遗产，其中两项列入国家级名录：羌姆，即宗教舞蹈、跳神，在每年藏历八月的西莫青波（གཟིགས་མོ་ཆེན་པོ་，gzigs mo chen po，直译：盛大演出）节上表演；彩砂坛城绘制，即使用彩色细砂，遵照密续之法，绘制出大型坛城。

## 相关寺庙

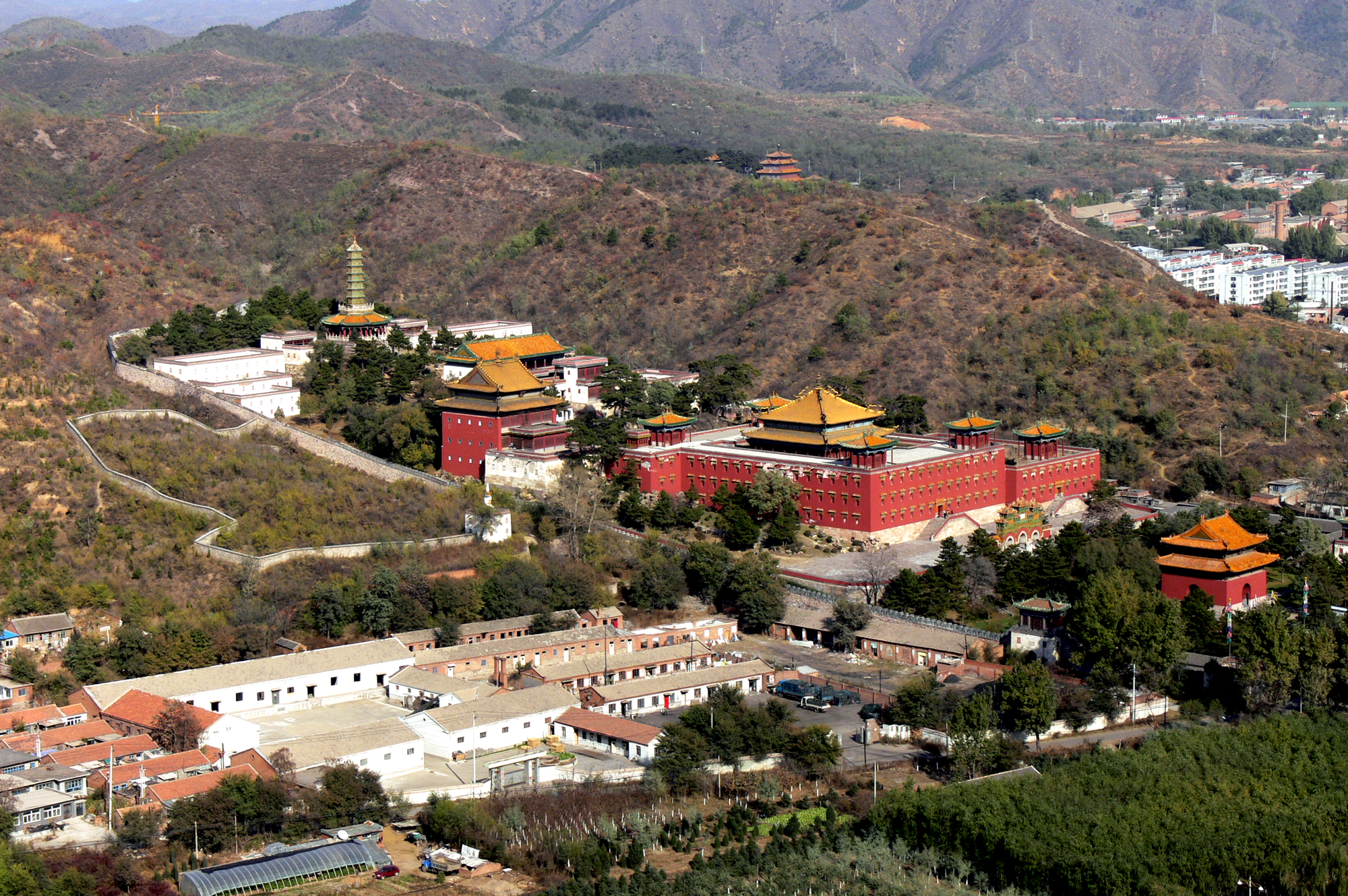
承德须弥福寿之庙

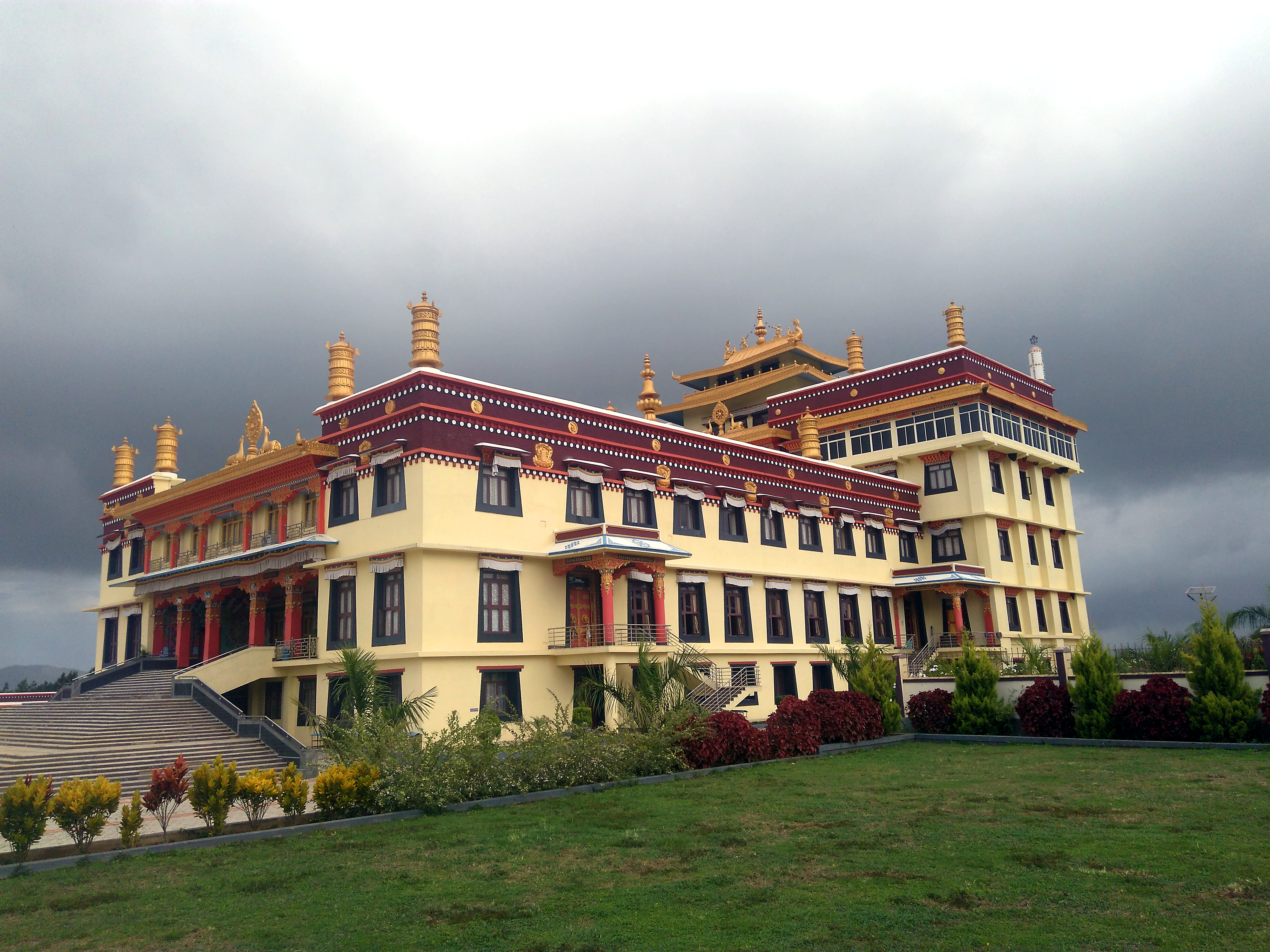
南印度扎什伦布寺

清中期，为庆贺乾隆帝七十岁生日，六世班禅主动提出进京朝觐祝寿。乾隆帝下令在承德避暑山庄外修建仿扎什伦布寺的须弥福寿之庙，以备班禅居住。“须弥福寿”即为“扎什伦布”的汉语意译。
1972年，流亡藏人在印度南部卡納塔克邦拜拉库比兴建流亡扎西伦布寺，1975年建成。2009年，兴建新大殿，2015年竣工，2019年揭幕。

## 信息来源
1. ↑  བཀྲས་དགོན་ལོ་རྒྱུས་རྩོམ་འབྲི་ཚོགས་ཆུང་ 1992，第26至27頁.
2. ↑  于道泉 1982，第228頁.
3. ↑  沈卫荣 1996，第540頁.
4. ↑  沈卫荣 1996.
5. ↑  曹自强, 毛翔 & 喜饶尼玛 1995，第24頁.
6. ↑  熊文彬 & 陈楠 2015，第483-486頁.
7. ↑  罗广武 & 何宗英 2007，第440-442頁.
8. ↑  罗广武 & 何宗英 2007，第545頁.
9. ↑  邓锐龄 & 冯智 2015，第278、308、327頁.
10. ↑  喜饶尼玛 & 王维强 2015，第675頁.
11. ↑  曹自强 1999，第73-74頁.
12. ↑  班禅额尔德尼·确吉坚赞 1989，第91至92頁.
13. ↑  彭措朗杰 1998，第8頁.
14. ↑  彭措朗杰 1998，第6頁.
15. ↑  彭措朗杰 1998.
16. ↑  宿白 1996，第97頁.
17. ↑  彭措朗杰 1998，第8、172頁.
18. ↑  王文章 2022，第275、560頁.
19. ↑  邓锐龄 & 冯智 2015，第260、275頁.
20. ↑  Tashi Lhunpo Monastery UK Trust.